# Acrocercops macroplaca
Acrocercops macroplaca là một loài bướm đêm thuộc họ Gracillariidae. Nó được tìm thấy ở Meghalaya, Ấn Độ. Nó được miêu tả bởi Edward Meyrick năm 1915.